# Virslīga 2014
La Virslīga 2014 (LMT Virslīga 2014 por razones de patrocinio) fue la 23.ª temporada de la Virslīga. La temporada comenzó el 16 de abril de 2014 y terminó el 8 de noviembre de 2014. El club campeón fue el FK Ventspils que consiguió su 6° título de liga y el 2° de manera consecutiva
Con respecto a la temporada anterior es 1 el equipo ascendido de la Primera Liga de Letonia 2013, el BFC Daugavpils (Campeón) en reemplazo del descendido Ilūkstes NSS (10.ª)
El Liepājas Metalurgs desapareció y en su lugar jugará el Liepāja

## Sistema de competición
Los nueve equipos participantes jugarán entre sí todos contra todos cuatro veces totalizando 36 partidos cada uno, al término de la jornada 36 el primer clasificado obtendrá un cupo para la segunda ronda de la Liga de Campeones 2015-16, mientras que el segundo y tercer clasificado obtendrán un cupo para la primera ronda de la Liga Europea 2015-16; por otro lado el último clasificado descenderá a la Primera Liga 2015, mientras que el noveno jugará un play-off de permanencia contra el subcampeón de la Primera Liga 2015
Un tercer cupo para la primera ronda de la Liga Europea 2015-16 será asignado al campeón de la Copa de Letonia.
el Jūrmala, Daugava Rīga y el Daugava descendieron a la Primera Liga de Letonia en reemplazo del ascendido FB Gulbene

## Ascensos y descensos
| Pos. | de Virslīga 2013 |
| ---- | ---------------- |
| 10.º | Ilūkstes NSS     |

| Pos. | de Primera Liga de Letonia 2013 |
| ---- | ------------------------------- |
| 1.º  | BFC Daugavpils                  |

## Clubes
| Club             | Ciudad     | Estadio                   | Capacidad |
| ---------------- | ---------- | ------------------------- | --------- |
| Daugavpils       | Daugavpils | Estadio Celtnieks         | 3,980     |
| Daugava          | Daugavpils | Estadio Daugava           | 4,100     |
| Daugava Rīga     | Riga       | Estadio Daugava           | 5,000     |
| Jelgava          | Jelgava    | Olimpiskais Sporta Centrs | 2,200     |
| Jūrmala          | Jūrmala    | Slokas Stadionā           | 2,800     |
| Liepāja          | Liepāja    | Estadio Daugava           | 6,000     |
| Metta/LU         | Riga       | Estadio Arkādija          | 500       |
| Skonto           | Riga       | Estadio Skonto            | 10,000    |
| Spartaks Jūrmala | Jūrmala    | Estadio Slokas            | 5,000     |
| Ventspils        | Ventspils  | Olimpiskais Stadions      | 3,200     |

## Tabla de posiciones
| Pos. | Equipo           | Pts. | PJ | G  | E  | P  | GF | GC  | Dif. | Clasificación 2015–16                 |
| ---- | ---------------- | ---- | -- | -- | -- | -- | -- | --- | ---- | ------------------------------------- |
| 1    | Ventspils (C)    | 83   | 36 | 26 | 5  | 5  | 73 | 20  | +53  | Segunda ronda de la Liga de Campeones |
| 2    | Skonto           | 71   | 36 | 25 | 1  | 10 | 77 | 34  | +43  | Primera ronda de la Liga Europea      |
| 3    | Jelgava          | 70   | 36 | 20 | 10 | 6  | 57 | 27  | +30  | Primera ronda de la Liga Europea      |
| 4    | Liepāja          | 66   | 36 | 21 | 3  | 12 | 72 | 45  | +27  |                                       |
| 5    | Daugava          | 65   | 36 | 19 | 8  | 9  | 53 | 39  | +14  | Descenso a Primera División 2015      |
| 6    | Spartaks Jūrmala | 51   | 36 | 14 | 9  | 13 | 38 | 32  | +6   | Primera ronda de la Liga Europea      |
| 7    | Daugava Rīga     | 43   | 36 | 13 | 4  | 19 | 48 | 64  | −16  | Descenso a Primera División 2015      |
| 8    | Daugavpils       | 29   | 36 | 8  | 5  | 23 | 30 | 65  | −35  |                                       |
| 9    | Metta/LU (O)     | 16   | 36 | 3  | 7  | 26 | 26 | 69  | −43  | Promoción por la permanencia          |
| 10   | Jūrmala          | 7    | 36 | 2  | 6  | 28 | 29 | 108 | −79  | Descenso a Primera División 2015      |

Actualizado a los partidos jugados el 8 de noviembre de 2014.
 Fuente: Soccerway
Notas:
1. ↑  Skontose le fueron reducidos 5 puntos
2. ↑  Liepāja se había clasificado a la Primera ronda 2015-16, pero no pudo conseguir la licencia de clubes de la UEFA, ya que estaba afiliado a la Federación de Letonia desde hace menos de tres años. Como resultado el cupo paso al Spartaks Jūrmala, ya que el Daugava tampoco contaba con la licencia[2]
3. ↑  Jūrmala se le fueron reducidos 5 puntos

## Tabla de resultados cruzados
Los clubes jugarán entre sí en cuatro ocasiones para un total de 36 partidos cada uno.
| Local \ Visitante | BFC | DAU | DRI | JEL | JUR | LIE | MLU | SKO | SPJ | VEN |
| ----------------- | --- | --- | --- | --- | --- | --- | --- | --- | --- | --- |
| Daugavpils        | —   | 0–1 | 3–2 | 2–3 | 1–1 | 1–1 | 1–1 | 0–2 | 1–3 | 0–3 |
| Daugava           | 2–1 | —   | 1–0 | 1–2 | 1–0 | 5–3 | 1–0 | 0–4 | 3–3 | 0–3 |
| Daugava Rīga      | 1–0 | 0–1 | —   | 0–3 | 3–0 | 4–0 | 1–0 | 1–6 | 0–2 | 0–4 |
| Jelgava           | 1–0 | 1–1 | 4–1 | —   | 5–0 | 3–0 | 1–1 | 0–3 | 0–0 | 1–2 |
| Jūrmala           | 1–2 | 2–3 | 1–1 | 1–3 | —   | 2–3 | 0–3 | 0–5 | 0–1 | 0–6 |
| Liepāja           | 2–1 | 0–3 | 1–0 | 2–1 | 7–0 | —   | 2–1 | 1–0 | 2–0 | 2–0 |
| Metta/LU          | 1–0 | 0–1 | 0–2 | 1–1 | 2–4 | 1–4 | —   | 1–2 | 2–2 | 0–2 |
| Skonto            | 3–1 | 2–1 | 5–1 | 1–1 | 1–0 | 2–0 | 3–1 | —   | 2–1 | 2–0 |
| Spartaks Jūrmala  | 0–1 | 0–0 | 1–0 | 0–1 | 1–1 | 2–0 | 4–1 | 0–2 | —   | 1–0 |
| Ventspils         | 0–1 | 3–0 | 2–0 | 0–0 | 3–1 | 3–2 | 2–0 | 1–0 | 1–0 | —   |

| Local \ Visitante | BFC | DAU | DRI | JEL | JUR | LIE | MLU | SKO | SPJ | VEN |
| ----------------- | --- | --- | --- | --- | --- | --- | --- | --- | --- | --- |
| Daugavpils        | —   | 0–2 | 0–1 | 0–2 | 4–2 | 0–4 | 4–1 | 1–0 | 1–0 | 0–1 |
| Daugava           | 5–0 | —   | 2–2 | 1–0 | 1–0 | 3–1 | 2–1 | 0–1 | 1–0 | 1–1 |
| Daugava Rīga      | 4–2 | 1–4 | —   | 1–3 | 3–1 | 2–4 | 2–0 | 1–2 | 2–1 | 0–3 |
| Jelgava           | 2–0 | 1–0 | 1–1 | —   | 2–1 | 1–0 | 1–1 | 0–1 | 0–0 | 1–0 |
| Jūrmala           | 1–1 | 1–1 | 0–6 | 0–2 | —   | 0–1 | 1–0 | 1–7 | 1–2 | 0–6 |
| Liepāja           | 5–0 | 3–2 | 1–2 | 2–1 | 6–0 | —   | 2–0 | 3–0 | 3–0 | 1–1 |
| Metta/LU          | 1–1 | 0–1 | 1–2 | 0–3 | 1–1 | 0–2 | —   | 0–3 | 2–1 | 0–3 |
| Skonto            | 2–0 | 1–0 | 4–1 | 0–3 | 4–3 | 1–2 | 3–1 | —   | 0–1 | 2–4 |
| Spartaks Jūrmala  | 2–0 | 0–0 | 1–0 | 1–1 | 4–1 | 0–0 | 2–0 | 0–2 | —   | 1–2 |
| Ventspils         | 2–0 | 4–0 | 0–0 | 2–0 | 6–1 | 1–0 | 2–1 | 2–1 | 1–0 | —   |

## Play-Off de Relegación
Fue disputado en partidos de ida y vuelta entre el 9 Clasificado de la Tabla Acumulada y el subcampeón de la Primera Liga de Letonia 2014

| Ida; 12 de noviembre de 2014, 19:00 | Metta/LU      | 1:0 (1:0) | Rēzekne / BJSS | Estadio Arkādija, Riga                               |                                                      |
|                                     | - Kalniņš 44' | Reporte   |                | Asistencia: 200 espectadores Árbitro(s): Ivars Caune | Asistencia: 200 espectadores Árbitro(s): Ivars Caune |

| Vuelta; 16 de noviembre de 2014, 14:00 | Rēzekne / BJSS | 1:5 (1:2) (Global 1:6) | Metta/LU                                            | Sporta Aģentūras Stadions, Rēzekne                        |                                                           |
|                                        | - Aguls 14'    | Reporte                | - 26' 55' Loginovs - 29' 72' Milašēvičs - 80' Pallo | Asistencia: 350 espectadores Árbitro(s): Raimonds Tatriks | Asistencia: 350 espectadores Árbitro(s): Raimonds Tatriks |

| Permanece en Primera División Metta/LU |

## Máximos Goleadores
Detalle con los máximos goleadores de la Virslīga, de acuerdo con los datos oficiales de la Federación Letona de Fútbol.
- Datos según la página oficial de la competición.

| Pos. | Jugador               | Club         | Goles |
| ---- | --------------------- | ------------ | ----- |
| 1    | Vladislavs Gutkovskis | Skonto       | 28    |
| 2    | Jānis Ikaunieks       | Liepāja      | 23    |
| 3    | Vladislavs Kozlovs    | Jelgava      | 15    |
| 4    | Edgars Gauračs        | Spartaks     | 14    |
| 5    | Jevgēņijs Kosmačovs   | Daugava      | 12    |
| 5    | Kristaps Grebis       | Liepāja      | 12    |
| 5    | Mantas Savėnas        | Daugava Rīga | 12    |
| 5    | Ndue Mujeci           | Ventspils    | 12    |
| 9    | Ahmed Abdultaofik     | Ventspils    | 11    |
| 10   | Ruslan Mingazow       | Skonto       | 9     |